# Satya Yuga

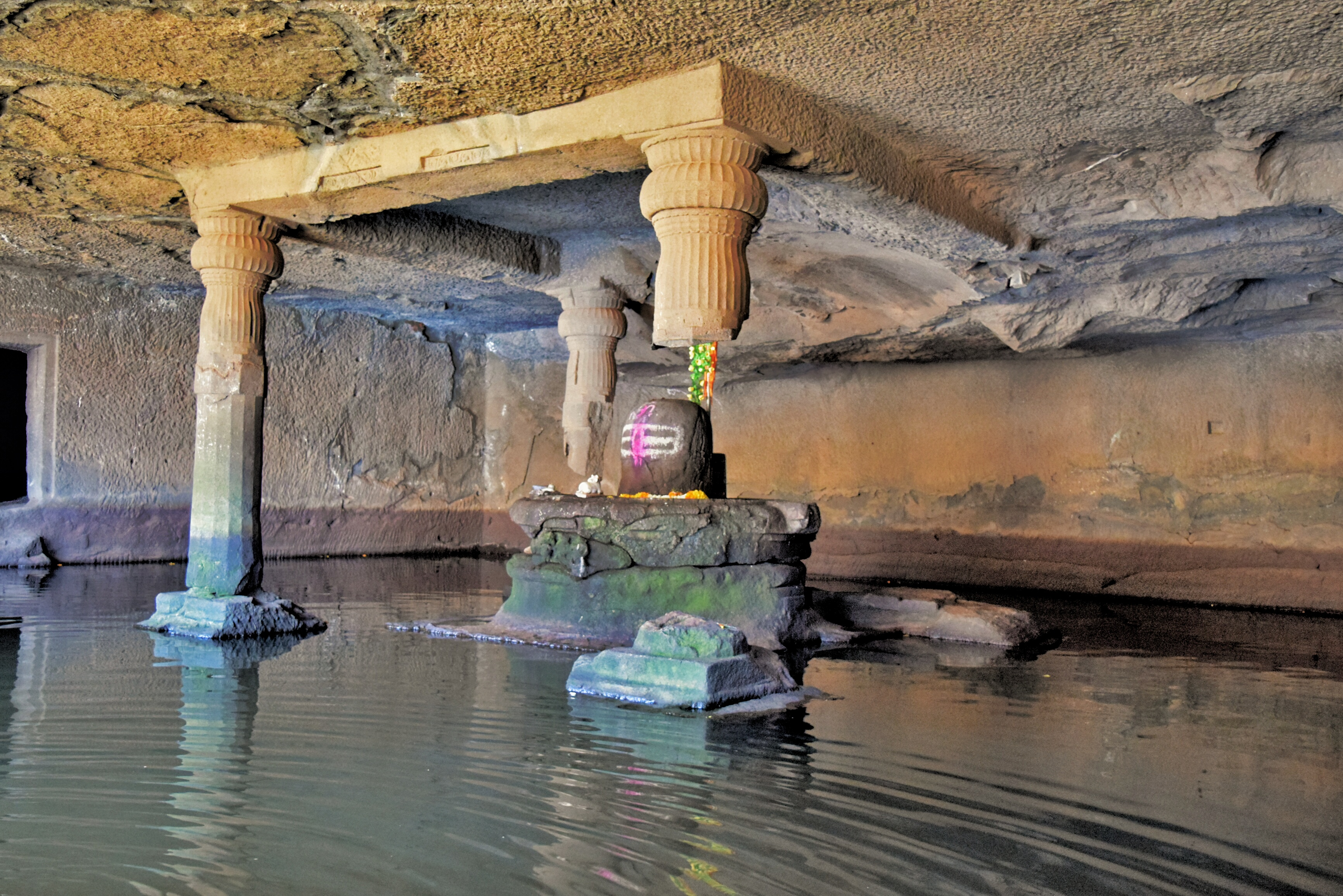
Imagen del Templo de la Cueva de Kedareshwar, Avinash Rohra.

Satya Yuga, también Crita-yuga (en sánscrito: कृत युग, kṛta yuga IAST - “edad de la pureza”, “edad de la justicia”, “edad de oro”) - la primera de las cuatro yugas o eras en el ciclo de tiempo hindú y budista. Es la edad de oro de la verdad y la pureza. Según los conceptos tradicionales del hinduismo, su duración es de 1 728 000 años, y la duración de la vida humana en Satya Yuga es de 100 000 años. 

## Atributos de Satya Yuga
En esta era, la naturaleza se caracteriza por la generosidad y la abundancia, la humanidad vive feliz, sin preocupaciones y sin trabajo duro diario. No hay diferencias sociales, tampoco hay poder estatal, y la sociedad humana se basa en la igualdad completa de todos sus miembros . 
Las personas tienen cualidades que son la base de la religiosidad: ascetismo, pureza, misericordia y veracidad. En Satya Yuga, la práctica espiritual prescrita es meditación. 
Según las nociones tradicionales, la duración del período posterior al Satya Yuga, el Treta Yuga, es de 1 296 000 años. Luego sigue Dvapara Yuga (864 000 años) y Kali-yuga (432 000 años), que representa la era moderna. Se cree que como han pasado más de 5 000 años desde el inicio de la era de Kali, quedan aproximadamente 427 000 años antes del inicio del próximo Satya Yuga. Satya Yuga corresponde a la Edad de Oro de la mitología griega y romana .